# انتهاك الخصوصية
انتهاك الخصوصية هو الإطّلاع على خصوصيات الآخرين دون علمهم أو إذن منهم (حتى وإن لم تكن أسراراً).

## أشكاله
لانتهاك الخصوصية الكثير من الأشكال والأساليب، منها متابعة المواقع التي يزورها المستهدف، على شبكة الإنترنت أو السلع التي تشد انتباهه لدراسة سلوكه الاستهلاكي، ومنها أيضا التطلع على ملفاته الشخصية التي توجد بجهازة مثل الصور الشخصية أو أوراق العمل مثلا الخ

## وسائله
يمكن أن يتم باستخدام كائنات أدوير أو Spyware أو Keylogger.